# Wikipédia en karatchaï balkar
Wikipédia en karatchaï balkar (en karatchaï balkar : Къарачай-Малкъар Википедия [Qaraçay-Malqar Wikipédiya]) est l'édition de Wikipédia en karatchaï balkar, langue kiptchak (de la famille des langues turciques) parlée dans les républiques de Kabardino-Balkarie et de Karatchaïévo-Tcherkessie en Russie. Les articles sont créés sur l'incubateur Wikimédia à partir de mars 2007 et l'édition est lancée officiellement le 19 mars 2010,,,. Son code est : krc.
Au 21 mars 2025, l'édition en karatchaï balkar contient 2 367 articles et compte 11 221 contributeurs, dont 22 contributeurs actifs et 2 administrateurs.

## Présentation

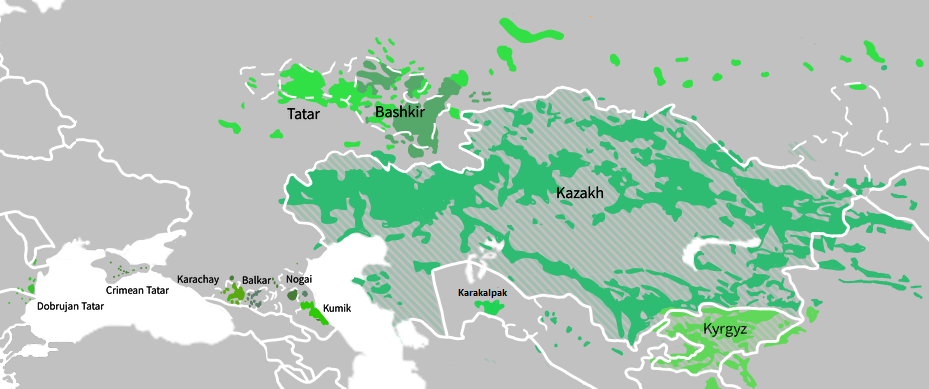
Aire de diffusion des langues kiptchak.
Aire de diffusion du karatchaï balkar parmi les langues du Caucase.

## Statistiques
- Le 12 mars 2015, l'édition en karatchaï balkar compte1 960 articles et 4 565 utilisateurs enregistrés[6], ce qui en fait la 205e[7] édition linguistique de Wikipédia par le nombre d'articles et la 238e[8] par le nombre d'utilisateurs enregistrés, parmi les 287 éditions linguistiques actives.
- Le 9 octobre 2022, elle contient 2 058 articles et compte 9 752 contributeurs, dont 14 contributeurs actifs et 2 administrateurs.
- Le 1er octobre 2024, elle contient 2 178 articles et compte 10 930 contributeurs, dont 17 contributeurs actifs et 1 administrateur.